# Anton Hofreiter
Anton « Toni » Hofreiter, né le 2 février 1970 à Munich, est un homme politique allemand, membre de l'Alliance 90 / Les Verts (Grünen).

## Biographie

### Jeunesse et débuts en politique
Il s'engage au sein des Verts allemands dès 1986 et devient deux ans plus tard, à dix-huit ans seulement, porte-parole de la section de Sauerlach, une petite commune de l'arrondissement de Munich. En 1990, il passe avec succès son Abitur.

### Formation et débuts professionnels
Il s'inscrit l'année suivante à l'université Louis-et-Maximilien de Munich, où il étudie la biologie. Il progresse dans la hiérarchie de l'Alliance 90 / Les Verts en 1996, avec sa nomination en tant que porte-parole de la fédération de l'arrondissement de Munich. Il sort diplômé de l'université un an plus tard.
Il est recruté en 1998 comme assistant parlementaire par Susanna Tausendfreund, députée nouvellement élue au Landtag de Bavière. En 2001, il est désigné porte-parole du groupe de travail sur l'Écologie des Verts bavarois.

### Premiers mandats et doctorat
Anton Hofreiter conquiert son premier mandat électoral en 2002, lorsqu'il est élu au conseil communal de Sauerlach et au conseil d'arrondissement de l'arrondissement de Munich. En 2003, il passe avec succès son doctorat de botanique et devient l'assistant parlementaire de Christian Magerl, autre député écologiste au Parlement bavarois.

### Carrière de député fédéral
À l'occasion des élections fédérales anticipées du 18 septembre 2005, il se présente au Bundestag sur la liste régionale de Bavière et dans la deux-cent-vingt-deuxième circonscription fédérale. N'ayant récolté que 7,8 % des voix, derrière le chrétien-démocrate Georg Fahrenschon et le social-démocrate Otto Schily, il est tout de même élu grâce au scrutin de liste. Au sein du groupe parlementaire, il est coordinateur des députés siégeant à la commission des Transports.
Quittant toutes ses responsabilités au sein de l'appareil du parti en 2006, il est réélu député fédéral aux élections fédérales du 27 septembre 2009. À cette occasion, il réalise un score de 13,3 % au scrutin uninominal. Le 8 juin 2011, il prend la succession de Winfried Hermann, nommé ministre des Transports dans le gouvernement vert-rouge du Bade-Wurtemberg, à la présidence de la commission parlementaire des Transports, des Travaux publics et du Développement urbain. Parallèlement, il devient porte-parole du groupe écologiste pour les Transports.
Lors des élections fédérales du 22 septembre 2013, il obtient un troisième mandat au scrutin de liste, obtenant 11,1 % des voix dans sa circonscription. Le 10 octobre suivant, alors que l'Alliance 90 / Les Verts a réalisé une contre-performance avec 8,4 % des suffrages, il est choisi comme futur président du groupe parlementaire, en tandem avec Katrin Göring-Eckardt. Ils prennent leurs fonctions douze jours plus tard, à l'ouverture de la législature.